# Frances Kuo
Frances Kuo (* zwischen 1968 und 1977 in Taipeh) ist eine taiwanesisch-australische Mathematikerin und Hochschullehrerin.

## Ausbildung und Beruf
Kuo wurde in Taipeh geboren und ging dort auf die erste weiterführende Schule für Mädchen. Dort gehörte sie zur Gruppe Nummer 3 mit Schwerpunkt auf fortgeschrittener Mathematik, Physik, Chemie und Biologie. 1994 emigrierten ihre Eltern mit ihr nach Neuseeland. Dort studierte Kuo an der University of Waikato Mathematik und Informatik. Im Jahr 1999 schloss sie ihr Studium mit dem Bachelor ab.
2002 promovierte Kuo ebenda mit einer Arbeit zum Thema Constructive approaches to quasi-Monte Carlo methods for multiple integration bei Stephen Joe.
Nach ihrer Promotion arbeitete Kuo zunächst als wissenschaftliche Assistentin bei Ian Hugh Sloan. Von 2004 bis 2006 war sie Postdoc an der University of New South Wales in Sydney, Australien. Von 2007 bis 2018 hatte sie eine Fellowship beim Australischen Forschungsrat inne. Ab 2012 war sie Dozentin, ab 2015 Associate Professorin und ab 2019 ordentliche Professorin für Angewandte Mathematik an der School of Mathematics & Statistics der Universität von New South Wales.

## Forschungsinteressen
Kuo forscht auf dem Gebiet der Monte-Carlo- und Quasi-Monte-Carlo-Methoden, der Mehrebenenanalyse, der Numerischen Integration und Approximation, der Partiellen Differentialgleichungen mit zufälligen Koeffizienten und unsicheren Parameterwerten. Sie entwickelt Näherungsverfahren für Probleme mit vielen Dimensionen.
Kuo erhielt für ihre Forschung Fördermittel verschiedener staatlicher und universitärer Organisationen, darunter vom Australischen Forschungsrat (ARC) für die Projekte
- 2007–2011: Innovative methods for very high dimensional problems
- 2011–2013: Very high dimensional computation – a new frontier in numerical analysis
- 2013–2017: Liberating the dimension – frontier technologies for very high dimensional problems
- 2025–2017: Quantifying uncertainty: innovations in high dimensional computation
- 2018–2020: Towards a science of high dimensional computation
- 2021–2023: High dimensional computation and uncertainty

Vom Fonds für wissenschaftliche Forschung – Flandern (FWO) wurde ihr Projekt Analysis and Construction of Optimal Lattice Based Cubature: Theoretical developments for new algorithms, and randomization techniques, for non-periodic integrands für die Jahre 2020 bis 2023 gefördert.
Kuo hat mehr als 100 Publikationen verfasst. Ihr h-Index liegt bei 32.

## Lehrtätigkeit
Kuo hält Vorlesungen über Diskrete Mathematik, Numerische Mathematik und Statistik, Näherungsverfahren zur Lösung von Differentialgleichungen, Quasi-Monte-Carlo-Methoden und Finite-Elemente-Methoden.

## Ämter, Mitgliedschaften, Engagement
Kuo arbeitet bei der Herausgabe verschiedener wissenschaftlicher Zeitschriften mit, darunter SIAM Journal on Scientific Computing (seit 2019), SIAM Journal on Numerical Analysis (seit 2016), SMAI Journal of Computational Mathematics (seit 2018), Mathematics of Computation (seit 2016), Foundations of Computational Mathematics (2020–2021), Journal for Uncertainty Quantification (2019–2021), Journal of Complexity (2008–2019).
Sie war Mitglied des MATRIX Scientific Committee (mathematisches Forschungsinstitut in Australien, 2019–2021), des Foundations of Computational Mathematics (FoCM) Board of Directors (2014–2020), des Australian Mathematical Sciences Institute (AMSI) Scientific Advisory Committee (2014–2016), des Monte Carlo and Quasi-Monte Carlo Methods (MCQMC) Steering Committee (2006–2016). Seit 2015 ist sie Mitglied des Higher-Dimensional Algebra (HDA) Steering Committee.
Zusammen mit Alexander Keller, Andreas Neuenkirch und Joseph F. Traub organisierte Kuo 2012 das Dagstuhl-Seminar Algorithms and Complexity for Continuous Problems.

## Preise, Anerkennung
2003 erhielt Kuo den Information-Based Complexity Young Researcher Award und 2019 den Prize for Achievement in Information-Based Complexity. 2011 erhielt Kuo die ANZIAM J.H. Michell Medal, einen Preis, der von der Australian Mathematical Society vergeben wird.

## Veröffentlichungen (Auswahl)
- Mit Dmitriy Bilyk, Aicke Hinrichs, Klaus Ritter: Algorithms and Complexity for Continuous Problems, 2019, Dagstuhl Seminar 19341 online
- Mit Christoph Schwab, Ian H Sloan: Quasi-Monte Carlo finite element methods for a class of elliptic partial differential equations with random coefficients, 2012, online
- Mit Michael Griebel, Ian H Sloan: The smoothing effect of the ANOVA decomposition, 2010, Journal of Complexity, Band 26 online
- Mit I Sloan, Grzegorz Włodzimierz Wasilkowski, Henryk Woźniakowski: On decompositions of multivariate functions, 2010, Mathematics of computation, Band 79 online
- Mit Ian H Sloan: Lifting the curse of dimensionality, 2005, Notices of the AMS, Band 52 online
- Component-by-component constructions achieve the optimal rate of convergence for multivariate integration in weighted Korobov and Sobolev spaces, 2003, Journal of Complexity, Band 19 online

## Online-Vortrag
- From waves to dimensionality: Two perspectives on researching Applied Mathematics (UNSW Sydney) (ab 0:38:00) auf YouTube, 31. August 2023, abgerufen am 14. September 2023.